# Étoile variable de type Delta Scuti

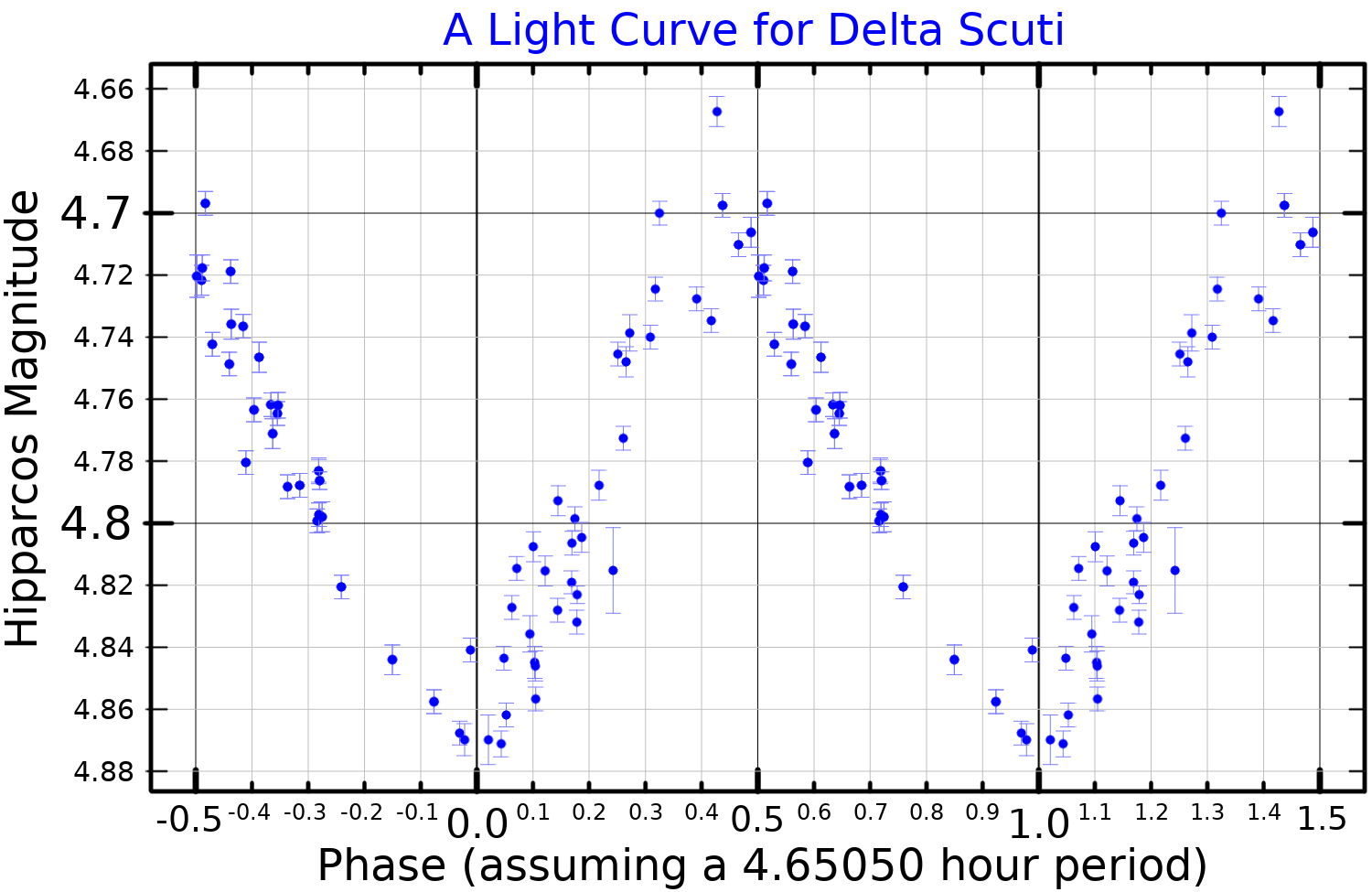
Courbe de lumière de Delta Scuti, tracée à partir des données du satellite Hipparcos.

Une (étoile) variable de type Delta Scuti (parfois appelée céphéide naine) est une étoile variable qui présente des variations de luminosité en raison de pulsations radiales et non-radiales de la surface de l'étoile. Les fluctuations de brillance ont typiquement une amplitude de 0,003 à 0,9 en magnitude visuelle, dans une période allant de quelques dizaines de minutes à quelques heures, mais leur amplitude et leur période peuvent grandement varier. Ces étoiles sont des géantes, des sous-géantes ou des étoiles de la séquence principale dont le type spectral se situe entre A0 et F5.
Le modèle de ce type d'étoiles variables est Delta Scuti, qui présente des fluctuations de luminosité allant d'une magnitude apparente de +4,60 à +4,79 avec une période de 4,65 heures. D'autres variables bien connues de type Delta Scuti incluent Véga (α Lyrae), Denebola (β Leonis) et Caph (β Cassiopeiae).
Le General Catalogue of Variable Stars distingue les variables de type Delta Scuti moyennes de celles dont l'amplitude variation est faible, inférieure à 0,1 magnitude. Les étoiles de ce sous-type sont généralement sur la séquence principale et se rencontrent couramment dans les amas ouverts.
Les étoiles AI Velorum forment une autre sous-classe d'étoiles de type Delta Scuti, dont l'amplitude est plus grande (0,3–1,2 mag., parfois plus) et dont la période est de 1 à 5 heures.